# Championnats de France d'hiver de natation 1984
Navigation
Édition précédente Édition suivante
Les Championnats de France de natation en grand bassin 1984 hiver se sont déroulés du 16 au 18 mars 1984 à Schiltigheim. 

## Podiums

### Messieurs
| Discipline            | Or | Temps            | Argent | Temps          | Bronze | Temps          |
| Nage libre            | |                  | |                | |                |
| 50 m                  | Stéphan Caron Club des Vikings de Rouen                                                                                                | 23 s 81          | Ivan Boutteville Dauphins de Créteil                                                                                     | 24 s 28        | E. Lefevre Dunkerque Natation | 24 s 45        |
| 100 m                 | Stéphan Caron Club des Vikings de Rouen                                                                                                | 50 s 84 RF       | Bruno Lesaffre Roubaix Natation                                                                                          | 52 s 33        | Laurent Neuville CA Orsay | 52 s 39        |
| 200 m                 | Stéphan Caron Club des Vikings de Rouen                                                                                                | 1 min 51 s 85 RF | Pierre Andraca Cercle des Nageurs de Cannes                                                                              | 1 min 53 s 17  | Dominique Bataille CN Mans | 1 min 53 s 32  |
| 400 m                 | Michel Pou Nice Université Club | 4 min 02 s 69    | G.Verlaguet Nouméa | 4 min 03 s 33  | G. Rovirola Annemasse | 4 min 05 s 30  |
| 1500 m                | G.Verlaguet Nouméa | 15 min 51 s 72   | Michel Pou Nice Université Club                                                                                          | 16 min 04 s 67 | Y. Cardineau Canet Natation 66 | 16 min 07 s 19 |
| Dos                   | |                  | |                | |                |
| 50 m                  | Claude Jambet Dauphins de Créteil | 27 s 53 RF       | P. Braize ES Nanterre | 27 s 80        | Renaud Boucher Dauphins du TOEC | 27 s 96        |
| 100 m                 | Claude Jambet Dauphins de Créteil | 58 s 81          | Franck Horter Mulhouse Olympic Natation                                                                                  | 1 min 00 s 41  | Nicolas Granger Romilly | 1 min 00 s 42  |
| 200 m                 | Cédric Rowarc'h Stade poitevin | 2 min 08 s 24    | Claude Jambet Dauphins de Créteil                                                                                        | 2 min 08 s 90  | Franck Horter Mulhouse Olympic Natation | 2 min 09 s 30  |
| Brasse                | |                  | |                | |                |
| 50 m                  | Eric Gastaldello USB Longwy | 30 s 00 RF       | O. Potier SFOC | 30 s 28        | Nicolas Boucher Dauphins du TOEC | 30 s 32        |
| 100 m                 | Thierry Pata Canet Natation 66 | 1 min 05 s 73    | Nicolas Boucher Dauphins du TOEC                                                                                         | 1 min 06 s 42  | Olivier Borios Racing club de France | 1 min 06 s 76  |
| 200 m                 | Thierry Pata Canet Natation 66 | 2 min 22 s 55    | Nicolas Boucher Dauphins du TOEC                                                                                         | 2 min 22 s 77  | Ch. Deneuville Stade de Reims | 2 min 24 s 85  |
| Papillon              | |                  | |                | |                |
| 50 m                  | Xavier Savin Club des Vikings de Rouen                                                                                                 | 25 s 76 RF       | J-M. Dubrasquet OC Limousin                                                                                              | 26 s 50        | François Vannesche Cercle des nageurs d'Antibes | 26 s 51        |
| 100 m                 | Xavier Savin Club des Vikings de Rouen                                                                                                 | 56 s 59          | Christian Donze Cercle des nageurs d'Antibes                                                                             | 57 s 68        | L. Petermann ES Massy | 58 s 04        |
| 200 m                 | Lionel Horter Mulhouse Olympic Natation                                                                                                | 2 min 05 s 19    | François-Xavier Henry Amiens                                                                                             | 2 min 05 s 96  | Xavier Savin Club des Vikings de Rouen | 2 min 06 s 56  |
| 4 nages               | |                  | |                | |                |
| 200 m                 | Bruno Lesaffre Roubaix Natation | 2 min 08 s 23    | Nicolas Granger USM Romilly                                                                                              | 2 min 09 s 61  | M. Laloum Cercle des nageurs de Polynésie | 2 min 11 s 41  |
| 400 m                 | S.Bota Dauphins du TOEC | 4 min 38 s 44    | Alain Schneberger Dauphins de Saint-Louis                                                                                | 4 min 38 s 67  | M. Laloum Cercle des nageurs de Polynésie | 4 min 42 s 30  |
| Relais                | |                  | |                | |                |
| 4 × 200 m nage libre  | CN Marseille J. Favre 1 min 56 s 63 Marc Lazzaro J-N. Moine P. Aramini                                                                 | 7 min 48 s 90    | Cercle des Nageurs d'Avignon P. Laget 1 min 56 s 44 E. Michel G. Dallenbach                                              | 7 min 49 s 99  | Mulhouse Olympic Natation Franck Horter 1 min 56 s 60 Lionel Horter J. Metzger T. Estèbe                                                           | 7 min 52 s 98  |
| 10 × 100 m nage libre | SFOC S. Costa 55 s 61 Bruno Gutzeit O.Bannerot V. Salimon E. Sergent D. Saint-Martin J. Carpentier A. Maignan J-C. Fuentès J-G. Portes | 9 min 05 s 29    | CN Marseille Marc Lazzaro 53 s 88 J. Favre J-N. Moine P. Aramini M.Asta P.Gonzales P.Bréchard A. Asta D. Bedel L. Noblès | 9 min 09 s 00  | Dauphins de Créteil Claude Jambet 54 s 10 Ivan Boutteville Fabien Noël J. Betourne J.Colin D. Delophont J-M. Dubois E. Fort P.Touzain L. Pennetier | 9 min 12 s 82  |
| 4 × 100 m 4 nages     | Dauphins du TOEC R.Boucher 1 min 00 s 77 N.Boucher T.Chastel J.Pradines                                                                | 3 min 58 s 52    | Mulhouse Olympic Natation Franck Horter 1 min 00 s 29 T.Estèbe Lionel Horter J; Metzger                                  | 4 min 00 s 14  | Cercle des nageurs de Marseille J. Favre 1 min 01 s 69 D. Filippi J-N. Moine Marc Lazzaro                                                          | 4 min 02 s 05  |

### Dames
| Discipline            | Or | Temps             | Argent | Temps          | Bronze | Temps          |
| Nage libre            | |                   | |                | |                |
| 50 m                  | Sophie Kamoun CS Clichy 92 | 26 s 92           | Carole Amoric Club des Nageurs de Paris | 27 s 23        | G. Pierron PTT Lyon | 27 s 30        |
| 100 m                 | Laurence Bensimon CS Clichy 92 | 58 s 27           | Carole Amoric Club des Nageurs de Paris | 58 s 34        | Sophie Kamoun CS Clichy 92 | 58 s 52        |
| 200 m                 | Laurence Bensimon CS Clichy 92 | 2 min 03 s 89     | Véronique Jardin SFOC | 2 min 04 s 65  | Sophie Kamoun CS Clichy 92 | 2 min 05 s 38  |
| 400 m                 | Laurence Bensimon CS Clichy 92 | 4 min 19 s 60     | C. Rabbe Canet 66 Natation | 4 min 22 s 53  | Karin Faure Cercle des nageurs d'Antibes                                                                                         | 4 min 23 s 63  |
| 800 m                 | Laurence Bensimon CS Clichy 92 | 8 min 45 s 39 RF  | C. Rabbe Canet 66 Natation | 8 min 50 s 15  | Karin Faure Cercle des nageurs d'Antibes                                                                                         | 8 min 58 s 68  |
| Dos                   | |                   | |                | |                |
| 50 m                  | Véronique Jardin SFOC | 31 s 16 RF        | L. Guillou CA Cholet | 31 s 70        | M. Azais Canet Natation 66 | 32 s 05        |
| 100 m                 | Véronique Jardin SFOC | 1 min 05 s 46     | C. Métaireau Nantes Natation | 1 min 07 s 64  | L. Guillou CA Cholet | 1 min 07 s 93  |
| 200 m                 | Véronique Jardin SFOC | 2 min 19 s 89     | M. Azais Canet 66 Natation | 2 min 23 s 51  | Sophie Kamoun CS Clichy 92 | 2 min 23 s 55  |
| Brasse                | |                   | |                | |                |
| 50 m                  | Catherine Poirot Les Aubrais | 32 s 70 RF        | B. Billotet Lyon Natation | 33 s 29        | C. Lemaire Stade poitevin | 34 s 04        |
| 100 m                 | Catherine Poirot Les Aubrais | 1 min 13 s 22     | Pascaline Louvrier Charleville-Mézières | 1 min 14 s 50  | B. Billotet Lyon Natation | 1 min 14 s 54  |
| 200 m                 | Pascaline Louvrier Charleville-Mézières | 2 min 40 s 36     | E. Deschrywer Dunkerque Natation | 2 min 41 s 46  | M-J. Vetter CO Wasselonne | 2 min 42 s 08  |
| Papillon              | |                   | |                | |                |
| 50 m                  | Sophie Kamoun CS Clichy 92 | 29 s 84 RF        | S. Falandry Racing club de France | 30 s 55        | C. Braguer CO Villiers le Bel | 30 s 74        |
| 100 m                 | Claire Supiot VS Angers | 1 min 05 s 18     | S. Falandry Racing club de France | 1 min 05 s 58  | Véronique Stéphan Mouettes de Paris                                                                                              | 1 min 05 s 84  |
| 200 m                 | Claire Supiot VS Angers | 2 min 19 s 35     | C.Braguer CO Villiers le Bel | 2 min 20 s 03  | L. Bonnet Dunkerque Natation | 2 min 20 s 51  |
| 4 nages               | |                   | |                | |                |
| 200 m                 | Laurence Bensimon CS Clichy 92 | 2 min 20 s 90     | M-P. Wirth Mulhouse Olympic Natation | 2 min 23 s 23  | I. Lefevre O.Argentan | 2 min 25 s 02  |
| 400 m                 | M-P. Wirth Mulhouse Olympic Natation | 5 min 01 s 91     | I. Lefevre O.Argentan | 5 min 02 s 25  | C.Fayard Dinard O.N. | 5 min 10 s 02  |
| Relais                | |                   | |                | |                |
| 4 × 200 m nage libre  | CS Clichy 92 Laurence Bensimon 1 min 56 s 63 C. Narbonnaud G.Perrin Sophie Kamoun                                                                       | 8 min 36 s 86     | Canet 66 Natation C. Rabbe 1 min 56 s 44 C. Dumon Fabienne Dechâtre C. Voynet                                                                    | 8 min 40 s 95  | Cercle des nageurs d'Antibes Karin Faure 1 min 56 s 60 S. Bertholus Caroline Caillot V. Neyen                                    | 8 min 48 s 03  |
| 10 × 100 m nage libre | Cercle des nageurs d'Antibes S. Bertholus A. Ravel V. Sapone C. Soulignac Caroline Caillot M. Saragoni Sandra Mastermann C.Boizard Karin Faure V. Neyen | 10 min 21 s 68 RF | CS Clichy 92 Sophie Kamoun C. Narbonnaud F.Letestu P. Schwaederle M-O. Charles A. Fromange C. Karnychoff N. Echinard G. Perrin Laurence Bensimon | 10 min 27 s 12 | Stade poitevin Véronique Lagane A. Dumon E. de Gaillande C. Motte L. Faure Valérie Lagane S. Enard C. Rat F. Perrot C. Raspotnik | 10 min 32 s 35 |
| 4 × 100 m 4 nages     | Lyon Natation N. Fotia B. Billotet E. Guerland M. Ancelin                                                                                               | 4 min 31 s 16     | CS Clichy 92 Laurence Bensimon N. Echinard Sophie Kamoun G. Perrin                                                                               | 4 min 31 s 51  | Canet 66 Natation M. Azais A. Raugel C. Voynet C. Dumont                                                                         | 4 min 34 s 57  |